# Pharaphodius acutidens
Pharaphodius acutidens är en skalbaggsart som beskrevs av Rudolph Petrovitz 1964. Pharaphodius acutidens ingår i släktet Pharaphodius och familjen Aphodiidae. Inga underarter finns listade i Catalogue of Life.